# Đoàn Kết, thành phố Kon Tum
Đoàn Kết là một xã thuộc thành phố Kon Tum, tỉnh Kon Tum, Việt Nam.

## Địa lý
Xã Đoàn Kết nằm ở phía nam thành phố Kon Tum, cách trung tâm thành phố khoảng 6 km, có vị trí địa lý:
- Phía đông giáp phường Nguyễn Trãi
- Phía tây giáp xã Ia Chim và xã Đak Năng
- Phía nam giáp xã Hòa Bình
- Phía bắc giáp xã Vinh Quang và xã Ngọk Bay.

Xã Đoàn Kết có diện tích 22,63 km², dân số năm 2020 là 4.011 người, mật độ dân số đạt 177 người/km².

## Hành chính
Xã Đoàn Kết được chia thành 5 thôn: 5, 6, 7, 8 (Hnor), Đăk Kia.

## Lịch sử
Ngày 17 tháng 8 năm 1981, Hội đồng Bộ trưởng ban hành quyết định 30-HĐBT về việc chia xã Đoàn Kết thành 2 xã: Đoàn Kết và Chư Hreng.
Ngày 3 tháng 9 năm 1998, Chính phủ ban hành Nghị định số 69/1998/NĐ-CP về việc thành lập phường Lê Lợi trên cơ sở điều chỉnh 155 ha diện tích tự nhiên và 898 nhân khẩu của xã Đoàn Kết.
Sau khi điều chỉnh địa giới hành chính, xã Đoàn Kết có 2.715 ha diện tích tự nhiên và 5.290 nhân khẩu.
Ngày 8 tháng 1 năm 2004, Chính phủ ban hành Nghị định 13/2004/NĐ-CP về việc thành lập phường Nguyễn Trãi trên cơ sở 600 ha diện tích tự nhiên và 3.889 nhân khẩu của xã Đoàn Kết.
Sau khi thành lập phường Nguyễn Trãi, xã Đoàn Kết còn lại 2.115 ha diện tích tự nhiên và 3.064 nhân khẩu.
Ngày 10 tháng 4 năm 2009, Chính phủ ban hành Nghị định 15/NĐ-CP về việc thành lập thành phố Kon Tum thuộc tỉnh Kon Tum. Xã Đoàn Kết trực thuộc thành phố Kon Tum.